# سوسن عراقي
سوسن عراقي (الاسم العلمي: Iris mesopotamica)، أو سوسن بلاد ما بين النهرين أو سوسن بلاد الرافدين، هو نوع من أنواع النباتات الذي ينتمي لجنس سوسن، وينتمي أيضًا للنوع الفرعي سوسن (نوع فرعي). وهو نبات جذمور معمر، موطنه الأصلي هو الشرق الأوسط، داخل دول تركيا وسوريا وفلسطين. له أوراق رمحية عريضة، لونها أخضر-رمادي أو أخضر، ساقها (جذعها) طويل وله 2-3 فروع، تحمل هذه النبتة ما يصل إلى 9 زهور معطرة، ولونها هو بنفسجي متنوع بعدة درجات، ليلكي، ليلكي-زرقاوي، وأزرق فاتح، مع تواجد جزء (يسمى هذا الجزء باللحية لأن شكله يشبه اللحية) لونه أصفر وأبيض أو برتقالي وأبيض. تم إدراج هذا النبات كمرادف ل سوسن جرماني في بعض المصادر. يزرع هذا النبات لاستعماله كورود للزينة في المناطق المعتدلة، ويزرع أيضا في المقابر والمدافن.

## الوصف
غالبًا ما يتم الخلط والغلط بين هذا السوسن وبين سوسن من نوع سوسن جرماني (الاسم العلمي: Iris trojana) (المصنف الآن كمرادف لـ Iris germanica) والسوسن القبرصي (الاسم العلمي: Iris cypriana). وهو مشابه أيضًا شكليا للسوسن القبرصي، ولكن القنابة الخارجية لديه لونها بني وورقة في الثلث العلوي فقط.
هذا السوسن له عضو تخزين، له جذور سميكة، وتكون الجذور هذه رئدية الشكل وشبه مدفونة في الأرض.
لها أوراق رمحية، خضراء اللون، أو رمادية -خضراء اللون، حيث تكون هذه الأوراق خضراء شاحبة. يمكن أن تنمو أوراق التغليف، حتى طول يبلغ ما بين 30–70 سنتيمتر (12–28 بوصة)، وعرض يبلغ حوالي 5 سم. أوراق السوسن العراقي تكون أوسع (أعرض) من أوراق السوسن القبرصي.
لها جذع (ساق) طويل، أو يمكن أن تعتبر سويقةج، التي يمكن أن تنمو حتى طول يبلغ ما بين 90–150 سنتيمتر (35–59 بوصة). لها 2 أو 3 سيقان متفرعة. :123
الساق لها قنابة واسعة وعريضة، (قنابة: أوراق برعم الزهرة)، وهي خضراء اللون في النصف السفلي منها، وتكون نحيلة وغشائية الشكل أو لونها بني وورقي، في الثلث العلوي من الورقة.
السيقان (والتفرعات) تحمل ما بين 3 و 8، أو 9 زهور. :123 كل ساق يحمل بين 2-3 أزهار،:17 في نهاية كل فرع، تتواجد دائمًا زهرة واحدة على كل ساق. تزهر هذه الزهور في وقت مبكر من الموسم التي تتفتح به، :17 وذلك يكون بين أواخر فصل الربيع وأوائل فصل الصيف، ما بين شهر مايو، وشهر يونيو.
الزهور التي تكون كبيرة الحجم، تكون عطرية، :123 :17 ويكون ألوانها متنوعة، من البنفسج، الأرجواني، :17 أزرق -خزامي اللون (بشكل مشابه لـلسوسن من النوع،  ايريس جونونيا)، والأزرق الفاتح. توجد أحيانًا أزهار ثنائية اللون أو يتخللها تظليلين من لونين مختلفين.
مثل أنواع السوسن الأخرى، لديها زوجان من البتلات، 3 كؤوس زهرية كبيرة (بتلات خارجية)، تعرف باسم «التي تقع» و 3 بتلات داخلية أصغر (أو تيبال)، تُعرف باسم «العادية». :17 الكؤوس الزهرية الكبيرة (البتلات الخارجية) تكون على شكل بيضوي عكسي (أي شبيه بشكل البيضة ولكن الجزء العريض يكون في الأعلى والجزء الضيق في الأسفل) أو على شكل وتدي (شبيه بالإسفين) ذات رأس مقبضي أبيض اللون (القسم الأقرب إلى الساق)، لها عروق أرجوانية -برونزية اللون، :17 أو خطوط ملونة بنفس اللون. يتواجد في منتصف الكؤوس الزهرية الكبيرة صف من الشعريات يسمى لحية، وتكون صفراء، أو أصفر-برتقالية اللون، في القاعدة، ويتحول هذا اللون إلى اللون الأبيض في مقدمة البتلة. :17 البتلات الداخلية الأصغر (العادية) تكون على شكل بيضوي عكسي (أي شبيه بشكل البيضة ولكن الجزء العريض يكون في الأعلى والجزء الضيق في الأسفل) أو على شكل مخلبي-مسماري (على شكل مخلب)، وهي أكثر شحوبًا في اللون من الكؤوس الزهرية الكبيرة، :17 ولها رأس مقبضي شاحب الذي يكون معلم أيضًا باللون البرونزي-الأرجواني.
طول أنبوب السبلة لدى أزهار السوسن هذا، هو ما بين 1.2–2 سنتيمتر (0–1 بوصة) ، وهو أنبوب أعرض وأقصر من أنبوب السبلة لدى أزهار السوسن القبرصي. لها مبيض دائري، وميسم زرقاء-أرجوانية اللون، وحواف متدرجة بنفسجية اللون، وشعيرات بيضا، والجزء المحتوي على اللقاح من السداة يكون كريمي اللون.
بعد أن تزهر القزحية، فإنها تنتج كبسولة بذور مستطيلة أو ثلاثية، وهي 5–6.5 سنتيمتر (2–3 بوصة) طويلة. داخل الكبسولة، توجد بذور كبيرة الحجم، مثمرة، على شكل كمثرى، بنية اللون.

### الكيمياء الحيوية
نظرًا لأن معظم أنواع السوسن تكون ثنائية الكروموسوم (ضعفانية أو ثنائية الصيغة الصبغية)، حيث لديها مجموعتان من الكروموسومات، يمكن استخدام هذه السمة لتحديد الهجائن وتصنيف التجمعات من هذه الزهور. :18 السوسن العراقي هو نوع سوسن رباعي الكروموسوم، :25 التي تطورت من كروموسوم ذاتي الصيغة الصبغة (autoploid). تم حسابه من قبل ستورتإفانت وروندولف، في عام 1945، على أنه 2n = 45.

## التصنيف
يعرف هذه السوسن عادة عادةً باسم «سوسن عراقي» أو «سوسن بلاد ما بين النهرين (بلاد الرافدين)»، أو «سوسن آرام نهارايم»، وهي الكلمة العبرية القديمة لوصف بلاد ما بين النهرين (بلاد الرافدين).
يطلق عليه أحيانًا باسم "Mardin Iris"، وهو أيضًا اسم شائع لسوسن جرماني (الاسم العلمي: Iris germanica).
يعرف في اللغة العبرية باسم אִירוּס אֲרַם-נַהֲרַיִם (ايروس آرام-نهرايم) ومعروف في اللغة العربية باسم سوسن عراقي
في اللاتينية الاسم المحدد - mesopotamica - يشير إلى المنطقة السابقة التي عرفت باسم بلاد ما بين النهرين (بلاد الرافدين)، وهو ما يعادل الدول الحالية من العراق، سوريا والكويت.
في القرن التاسع عشر، تم إرسال للسيد مايكل فوستر عدة جذور لنباتات برية، التي تم جمعها في تركيا، والجزء الشرقي من البحر الأبيض المتوسط. وشملت هذه سوسن قبرص (الاسم العلمي: Iris cypriana) فوستر وبيكر وسوسن من نوع (الاسم العلمي: Iris trojana) أ. كيرنر إكس ستابف.
تم إرسال العديد من جذور القزحية إلى السيد دايكس في مدرسة تشارتر هاوس (في سري)، من ماردين في أرمينيا، من قبل مدرس آخر الذي يدرس في مدرسة تشارتر هاوس. تم تصنيف بعضها لاحقًا على أنها سوسن غيتس (الاسم العلمي : Iris gatesii)، ثم تم تسمية الآخرى ووصفها باسم Iris mesopotamica (سوسن عراقي) من قبل دايكس.
تم نشر المعلومات فيما يخص هذا السوسن ووصفه لأول مرة، من قبل ويليام ريكاتسون دايكس في كتابه "The Genus Iris" (Gen. Iris) Page 176 'اسم الكتاب بالعربية: الجنس سوسن (جنس.سوسن) صفحة 176' , وكان ذلك في عام 1913.
كما تم نشر ما يتعلق بهذه النبتة في مجلة قصص البستاتي جزء 73 صفحة 237، وكان ذلك في تاريخ 21 أكتوبر 1922 (كان النشر يشمل صور توضيحية).
في وقت لاحق، قام برايان ماثيو بعد ذلك بتغيير Iris germanica لتشمل أنواع سوسن طويلة، التي لديها 48 كروموسوم رباعي (tetraploids)، وشمل ذلك سوسن قبرص (الاسم العلمي: Iris cypriana) وسوسن عراقي (الاسم العلمي: Iris mesopotamica) و Iris trojana. يرتبط أيضًا سوسن كشميري (الاسم العلمي : Iris kashmiriana) و سوسن كرواتي (الاسم العلمي : Iris croatica) بهذه المجموعة. لا يزال بعض المؤلفين العلماء لا يزالون يعتبرون السوسن العراقي (الاسم العلمي: Iris mesopotamica) كسوسن من أصناف السوسن الجرماني (الاسم العلمي: Iris germanica). لكن آخرين لهم آراء مختلفة مع هذا الرأي.
ليس معروفا تمامًا ما إذا كان هذا هو نوع طبيعي حقيقي من أنواع السوسن أو صنف من السوسن الذي تم إنتاجه عمدا عن طريق زراعة وتربية أصناف معينة.
في تجارة زهور السوسن، غالبا ما يتم الخلط بشكل مغلوط بين هذا النوع من السوسن وبين أنواع السوسن القبرصي (الاسم العلمي: Iris cypriana) ومع نوع سوسن (الاسم العلمي: Iris trojana)، (الذي يتم إدراجه عادة كمرادف لسوسن جرماني: Iris germanica).
تم التحقق من ذلك من قبل وزارة الزراعة (الولايات المتحدة) وخدمة الأبحاث الزراعية في تاريخ 4 أبريل 2003، ثم تم تحديث ذلك في تاريخ 1 مارس 2007.
مدرج هذا السوسن في موسوعة الحياة، كمرادف ل Iris germanica.
مدرج هذا السوسن كمرادف لـ Iris germanica بواسطة موقع لائحة النباتات.
مدرج اسم Iris mesopotamica كمرادف من قبل الجمعية البستانية الملكية (RHS).

## الموائل والتوزيع
أصلها هو في آسيا، داخل الشرق الأوسط، :17 وفي بلاد الشام، (شرق البحر الأبيض المتوسط،).

### نطاق
يتواجد هذا النوع من نبات السوسن في تركيا (بما في ذلك منطقة مقاطعة هاتاي،)، سوريا، وفلسطين (في مناطق جبل الشيخ، الجليل والجولان). ويعتبر هذا السوسن مستوطن في فلسطين.
تم العثور عليه في الأصل في أرمينيا، وقبرص، ولكنه لم يعد يتواجد هناك.
صرح بول موترد (عالم نبات فرنسي 1892-1972) أنه يتواجد تجمعات وتحشدات برية من هذا السوسن في الجبال التي تقع في شمال سوريا.

### الموائل
ينمو هذا السوسن على المنحدرات الصخرية الجافة، المراعي والروضات، وفي أراضي الأشجار القمئية الشبه سهبية.
يمكن أن يتواجد هذا السوسن على ارتفاع ما بين 600–1,400 متر (2,000–4,600 قدم) فوق مستوى سطح البحر.

## حالة الحفظ
كان يعتقد أن هذا السوسن لا ينمو بشكل بري، :17 باستثناء في فلسطين. يمكن العثور على مجموعات من هذا السوسن على جبل الشيخ، حيث يتم إدراج وضعه هناك على أنه شائع، ويتواجد أيضا على جبال جلبوع ووادي بيسان، وتم إدراجه هناك على أنه نادر للغاية.
كل التجمعات هذه من السوسن العراقي محمية بموجب القانون.

## زراعة
هذا السوسن لهو قابلية تحمل، إلى المنطقة الأوروبية H2، وهذا يعني أنه قادر على تحمل إلى −15 إلى −20 درجة مئوية (5 إلى −4 درجة فهرنهايت). أو تصنيف قدرة تحمل H5، التي صنفته RHS (الجمعية البستانية الملكية)، وهذا يعني أنه قادر على تحمل ما بين -10 و −15 درجة مئوية (5-14 درجة فهرنهايت).
يفضل هذا النوع من السوسن التربة التي تم تصريفها جيدًا، ولكنه يمكن أن يتحمل التربة الثقيلة.
يفضل السوسن العراقي النمو في المواقع التي تشمس فيها الشمس بشكل كامل.
يمكن أن تكون جذور هذا السوسن عرضة ل «تعفن جذر السوسن»، كما وقد تتأثر الأوراق أيضًا ببقع الأوراق (الاسم العلمي: heterosporium gracile). يمكن أيضًا أن تقوم البزاقة أو الحلزون بتناول أوراق هذا السوسن كغذاء.
يوصي العالم دايكس بزراعة هذا النوع من السوسن في المدة التي تتراوح بين شهري أغسطس وسبتمبر، على أنها أفضل وقت لزراعتها.
يمكن العثور على هذا السوسن بشكل متاح للبيع في بعض المشاتل المتخصصة في أوروبا.

### إنتشارها وتكاثرها
يمكن نشر هذا النوع من السوسن بشكل عام عن طريق قسمها، أو عن طريق زراعة البذور.
ينتج هذا السوسن أحيانًا شتلات طويلة ذات سيقان طويلة متفرعة بعرض واسع، التي أحيانًا تكون أضعف من أن تقدر على حمل الزهرة.

### أنواع مهجنة وأصناف الاصطفاء اصطناعي
كان مايكل فوستر أول من استخدم أنواع السوسن العراقي في عمليات التهجين. :26 قام بتهجين السوسن العراقي مع السوسن الجرماني (الاسم العلمي: Iris germanica) لإنشاء نباتات أكبر حجما. ثم في أوائل القرن العشرين، استخدم ويليام مور (الاسم بالإنجليزية: Willam Mohr) وسيدني بي ميتشل (من كاليفورنيا) السوسن العراقي في برامج تربية أصناف من السوسن الملتحي الطويل.
ظهرت الأشكال الأولى من رباعيات الصيغة الصبغية في عام 1900، وبحلول عام 1943 كان هناك ما يصل إلى 145 نوع مصطفى بنمط تنقيح إصطناعي الذي كان ثنائي الصيغة الصبغية و 23 صنفًا ثلاثي الصيغة الصبغية و 247 صنفًا رباعي الصيغة الصبغية، كل هذه الأنواع كانت مصطفاة بنمط تنقيح إصطناعي.
أصناف التي تم إنشائها عبر نمط التنقيح الإصطناعي بواسطة استعمال السوسن العراقي (الاسم العلمي: Iris mesopotamica)، الصنف المعروف بالاسم العلمي - Iris 'Ricardi' والصنف المعروف بالاسم العلمي - Iris 'Ricardi Alba'.
تشمل الأنواع المعروف عنها أنها مهجنة من السوسن العراقي (الاسم العلمي: Iris mesopotamica) ما يلي: Iris lutescens X Iris mesopotamica - "Autumn Gleam" Iris mesopotamica X Iris germanica - "Eglamour" و "Father Time" و "Mme. كلود مونيه " Iris mesopotamica X Iris pallida -" Andree Autissier "،" Blanc Bleute "،" Carthusian "،" ملي. جين بيل وملي. شوارتز ' Iris iberica X Iris mesopotamica -' Ib-Ric '.
الصنف المعروف باسم "Purissima" (ستيرن 1946)، مصنف بنمط تنقيح إصطناعي الذي استخدم به الأنواع المهجنة بين، Iris cypriana x Iris pallida، والأنواع المهجنة بين، Iris 'Juniata' x Iris mesopotamica

## تسمم
مثل العديد من أنواع النرجس الأخرى، معظم أجزاء نبتة السوسن العراقي سامة (جذمور وأوراق)، إذا تم تناوله عن طريق الخطأ يمكن أن يسبب هذا السوسن آلام في المعدة والقيء. قد يتسبب أيضًا التعامل مع هذا النبات في تهيج الجلد أو رد فعل تحسسي (حساسية).

## الاستخدامات
تم استخدام السوسن العراقي (الاسم العلمي: Iris mesopotamica) في الماضي في الطب التقليدي والشعبي، لاستخدامات مختلفة، ويشمل ذلك؛ علاج لدغات الحيوانات والسموم، وعلاج البواسير والأمراض الجنسية، وعلاج الأمراض الداخلية، وعلاج الالتهابات والأمراض الجلدية.
تحتوي الجذور أيضًا على الكثير من النشا، بما في ذلك الإيزوفلافون والزيوت العطرية الرئيسية المستخدمة في صناعة العطور، أي مثلها مثل سوسن اسمانجوني.

## ثقافة وحضارة
في الماضي، حتى قبل بضعة مئات من السنين، في بلاد الشام، كان العرب المسلمون، يقومون بزراعة سوسن المقابر الأبيض، (نوع آخر مزهر وملتح من السوسن، لونه أبيض) والسوسن العراقي (الاسم العلمي: Iris mesopotamica) في المقابر، والمدافن، وبجانب القبور نفسها، كزهور زينة. ويشمل ذلك دولة فلسطين وشمال أفريقيا وسوريا (منذ القرن السادس عشر). تم التخلي عن وهجر بعض أراضي المقابر والمدافن في وقت لاحق، مما سمح لزهور النرجس هذه بالتجنس لتصبح زهور تنبت بشكل طبيعي ودون تدخل أي أحد في بعض هذه المواقع.

## روابط خارجية
- لديه العديد من الصور لزهور القزحية
- صور القزحية في لبنان